# Беллар, Фабрис
Фабрис Беллар (фр. Fabrice Bellard; род. 17 июня 1972, Гренобль) — французский программист, автор ряда известных проектов в сфере свободного программного обеспечения. Родился в 1972 году в Гренобле, Франция. Учился в Лицее Жоффра (фр. Lycée Joffre) в Монпелье. В 1989 году разработал широко известную программу — упаковщик исполняемых файлов «LZEXE». Окончил Политехническую школу и в 1996 году — Национальную высшую школу телекоммуникаций.
Известные разработки Беллара:
- QEMU — свободная программа для эмуляции аппаратного обеспечения различных платформ с открытым исходным кодом;
- Tiny C Compiler — компактный компилятор C.

Также он является ведущим разработчиком FFmpeg — пакета программ с открытым исходным кодом для преобразования различных форматов аудио и видео.
В 1997 году Беллар открыл самую быструю формулу для вычисления единичного разряда числа Пи в двоичном представлении — так называемую формулу Беллара, которая является модификацией формулы Бэйли — Боруэйна — Плаффа.
31 декабря 2009 года Беллар объявил об установлении им нового мирового рекорда в вычислении числа π: получено 2 699 999 990 000 десятичных знаков (предыдущий рекорд, 2 576 980 370 000 знаков, установил Дайсукэ Такахаси в августе 2009 года). Для вычисления использовался алгоритм Чудновского. Расчёты проводились на персональном компьютере стоимостью менее 2000 евро и заняли 103 дня (предыдущий рекорд был поставлен на суперкомпьютере). Проверка последних 50 шестнадцатеричных знаков результата с использованием формулы Беллара заняла 13 дней.
16 мая 2011 года Беллар объявил о запуске Linux в эмуляторе компьютера x86, полностью написанном на JavaScript.
В 2011 был награждён O'Reilly Open Source Award.
В 2014 году предложил формат сжатия изображений Better Portable Graphics (BPG), основанный на подмножестве алгоритмов из видеокодека HEVC.